# Ormosia hutchinsonae
Ormosia hutchinsonae is een tweevleugelige uit de familie steltmuggen (Limoniidae). De soort komt voor in het Oriëntaals gebied.